# Eva Suranova
Eva Suranova (Checoslovaquia, 24 de abril de 1946-31 de diciembre de 2016) fue una atleta checoslovaca retirada, especializada en la prueba de salto de longitud en la que llegó a ser medallista de bronce olímpica en 1972.

## Carrera deportiva
En los JJ. OO. de Múnich 1972 ganó la medalla de bronce en el salto de longitud, con un salto de 6.67 metros, siendo superada por la alemana Heide Rosendahl (oro con 6.78 m) y la búlgara Diana Yorgova (plata con 6.67 m).